# 大友律
大友 律（おおとも りつ、1991年11月16日 - ）は、日本の俳優。東京都出身。株式会社nora所属。

## 人物・来歴
劇団東京乾電池出身。身長168cm  B84 W71 H84 S26.5

## 出演

### 映画
- 片目花（2013年、西村理佐監督）
- おまじない（2013年、林伸裕監督）
- 阿鼻叫喚（2013年、伊藤翔平監督）
- カラフル（2013年、若葉竜也監督）
- 明日あたりは、きっと春（2014年、若葉竜也監督）
- 野火（2014年、塚本晋也監督）
- TOKYO TRIBE（2014年、園子温監督）
- ヒーローマニア～生活～（2016年、豊島圭介監督）
- 森山中教習所（2016年、豊島圭介監督）
- 笑う招き猫（2017年、飯塚健監督）
- 南瓜とマヨネーズ（2017年、冨永昌敬監督）
- 素敵なダイナマイトスキャンダル（2018年、冨永昌敬監督）
- モリのいる場所（2018年、沖田修一監督）
- SUNNY 強い気持ち・強い愛（2018年、大根仁監督）
- 青のハスより（2018年、萩島健斗監督）
- 未来のあたし（2018年、豊島圭介監督）
- こんな夜更けにバナナかよ 愛しき実話（2018年、前田哲監督）
- 宮本から君へ（2019年、真利子哲也監督）
- 最高の人生の見つけ方（2019年、犬童一心監督）
- 劇場（2020年、行定勲監督）
- 映像研には手を出すな!（2020年、英勉監督）
- 奥様は、取り扱い注意（2020年、佐藤東弥監督）
- ヒノマルソウル～舞台裏の英雄たち～（2020年、飯塚健監督）
- 人数の町（2020年、荒木伸二監督）
- おらおらでひとりいぐも（2020年、沖田修一監督）
- すばらしき世界（2021年、西川美和監督）
- DIVOC-12 睡眠倶楽部のすすめ（2021年、加藤拓人監督）
- さかなのこ（2022年、沖田修一監督）
- 百花（2022年、川村元気監督）
- Goodbay Cruel World（2022年、大森立嗣監督）
- 映画小品集『無情の世界』短編映画「あなたと私の二人だけの世界」（2023年、小林昌士監督）
- 探偵マリコの生涯で一番悲惨な日（2023年、内田英治×片山慎三監督）
- モダンかアナーキー（2023年、杉本大地監督）
- 若武者（2024年、二ノ宮隆太郎監督）[2]
- 石とシャーデンフロイデ（2024年、白磯大知監督）[3]
- ぶぶ漬けどうどす（2025年、冨永昌敬監督）[4]

### 舞台
- 劇団東京乾電池
  - ピンクの象と5人の紳士（2011年、演出：吉橋航也）
  - いかけしごむ（2011年、演出：柄本明、角替和枝）
  - ハムレット（2012年、演出：柄本明）
- 虹屋敷（2012年、演出：唐十郎　新宿・花園神社/雑司ヶ谷・鬼子母神）
- 劇団百鬼夜行 孤独行進（2012年、演出：薬丸翔、若葉竜也）
- 鉛の兵隊（2013年、演出：唐十郎　新宿・花園神社/雑司ヶ谷・鬼子母神）
- 三人姉妹はホントにモスクワに行きたがっているのか?（2018年、演出：岩松了　下北沢駅前劇場）
- 空ばかり見ていた（2019年、作・演出：岩松了　Bunkamuraシアターコクーン）

### テレビドラマ
- 植物男子ベランダー season3（2016年、NHK-BSプレミアム）
- バイプレイヤーズ 第10話（2017年、TX）
- 青の時代名曲ドラマシリーズ「モーニング娘。”LOVEマシーン”（2017年、NHK-BSプレミアム）
- 下北沢ダイハード「幽体離脱した男」（2017年、TX）
- 許さないという暴力について考えろ（2017年、NHK）
- NHKスペシャル 未解決事件 File.06「赤報隊事件（2018年、NHK）
- バイプレイヤーズ～もしも名脇役がテレ東朝ドラで無人島生活したら～（2018年、TX）
- やれたかも委員会 告白編（2018年、MBS・TBS）
- I”S アイズ（2018年、BSスカパー）
- デザイナー 渋井直人の休日 第3話（2019年、TX）
- 虫籠の錠前（2019年、WOWOW）
- ラッパーに噛まれたらラッパーになるドラマ（2019年、EX）
- びしょ濡れ探偵 水野羽衣 第9話（2019年、TX）
- 乃木坂シネマズ 第3話「超魔空騎士アルカディアス」（2020年）
- 病室で念仏を唱えないでください 第10話（2020年、TBS）
- あのコの夢を見たんです。 第8話（2020年、TX）
- サ道 2021 第2話（2021年、TX）
- アンメット ある脳外科医の日記 第5話（2024年5月13日、関西テレビ・フジテレビ） - 碧聴僧侶 役[5]
- スティンガース 警視庁おとり捜査検証室 第5話（2025年8月19日、フジテレビ） - 公安刑事・碧聴 役[6]

### CM
- ワールドオブタンクス（2016年）
- 武蔵野銀行（2016年）
- LINEバイト（2016年）
- グリコ「マイルドカフェオーレ」（2017年）
- コニカミノルタ（2018年）
- 東京電力「TEPCO速報」第3弾 小次郎編（2018年）
- 日経電子版TVCM 「見えてきた?」
  - 警備ドローン篇（2019年）
  - 路上キャッシュレス篇 同僚の焦りver.（2019年）
  - オフィス育児篇 同僚の焦りver.（2019年）
- 荏原製作所（2019年）
- リーグ・オブ・レジェンド（2019年）
- ジョンソン＆ジョンソン「ニコレット」（2020年）
- 全国信用金庫協会「しんきん刑事」事業承継篇（2020年）
- パナソニック「みんなのオフィスあるある」オフィス向上会議篇（2020年）
- NTTアーバンソリューションズ「あしたのわがまち」（2020年）
- クラシエ「漢方セラピー」（監督：西川美和）（2021年）
- Google Chrome「だんぜん、Chrome クレジットカード情報の自動入力」篇（2023年）

### 配信ドラマ
- dTVオリジナル版 liar 第1話・第2話（2022年）
- 仮面ライダーBLACK SUN（2022年10月28日、Amazon Prime Video） - 警官 役
- BS松竹東急 土曜ドラマ『かりあげくん』第8話（2023年）
- Lemino『さらば、銃よ 警視庁特別銃装班』第3話・第4話（総監督 本広克行）（2023年） - 黒瀬功吉 役
- Ella project ドラマシリーズ『東京彼女』11月号「たのしいひとり」（2023年）